# نبرزن

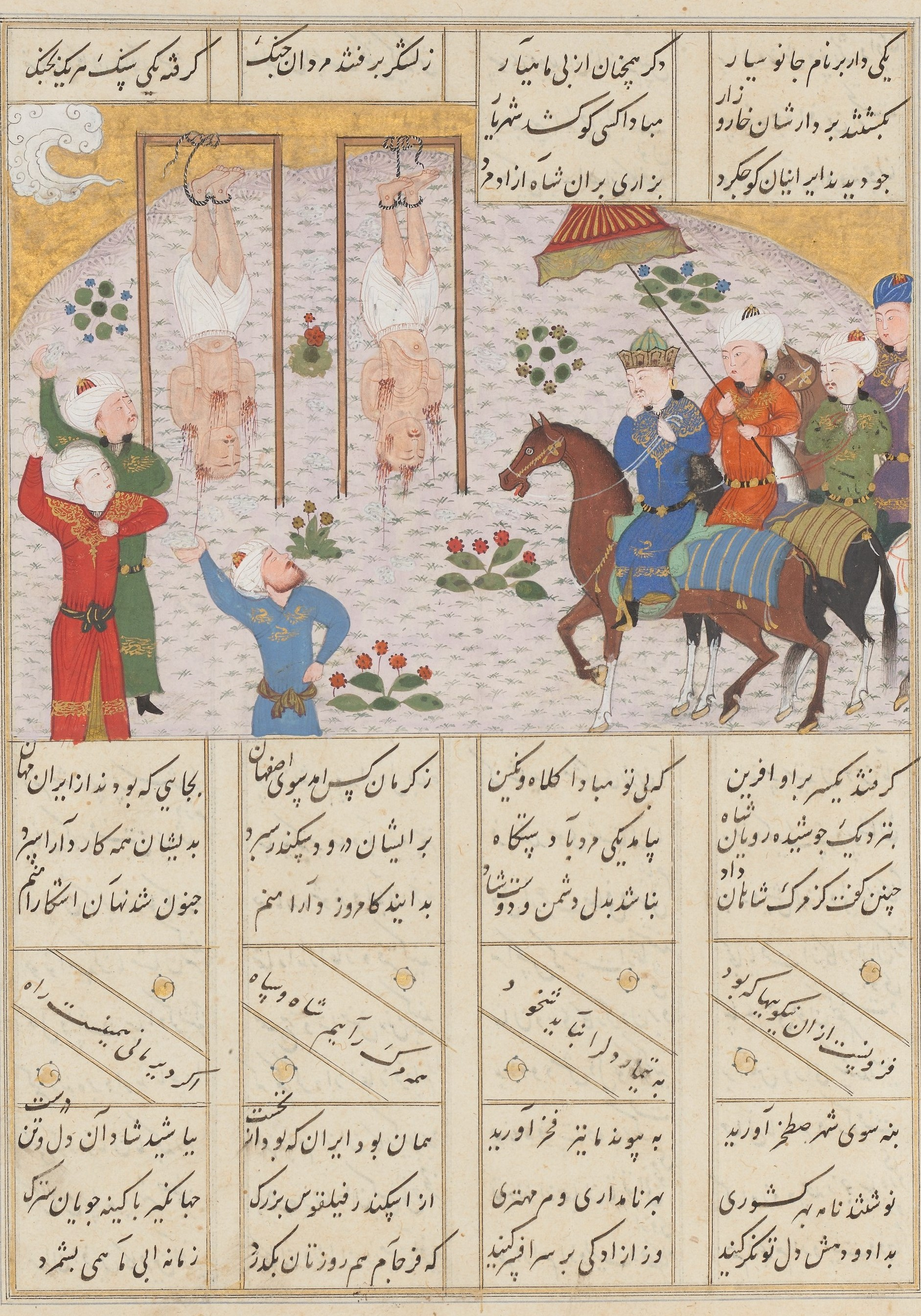
اسکندر، جانوسیار و ماهیار، قاتلان داریوش را اعدام می‌کند. برگه‌ای از نسخه خطی شاهنامه.

نبرزن که ماهیار نیز نامیده شده، (مرگ ح. 330 پ. م) یک سردار نظامی بلندمرتبه پارسی و فرمانده سواره‌نظام ارتش شاهنشاه داریوش سوم هخامنشی (حک. ۳۳۶–۳۳۰ پ. م) بود.
نبرزن در سال ۳۳۱ پیش از میلاد در پی شکست ایران از لشکر اسکندر مقدونی (حک. ۳۳۶–۳۲۳ ق. م) در نبرد گوگمل با دیگر بزرگان ایرانی همچون بسوس، ساتراپ باختر، و بارسائنت، ساتراپ رخج-زرنگ، علیه داریوش سوم توطئه کردند. آن‌ها با هم داریوش سوم را در اواسط سال ۳۳۰ پیش از میلاد دستگیر کردند و بسوس به عنوان رهبر نیروهای هخامنشی انتخاب شد که احتمالاً به دلیل تبار هخامنشی او بود. دستگیری داریوش سوم بهانه‌ای به دست اسکندر را داد تا به خونخواهی او به ایران حمله کند. بسوس و شورشیان در حال فرار از نیروهای مقدونی داریوش سوم را در ارابه‌ای حمل کردند که گفته می‌شود زنجیرهایی طلایی داشت. بسوس و همدستانش برای اینکه برای فرارشان زمان بخرند، داریوش سوم را کشتند و جسد او را کنار جاده رها کردند. بسون سپس نبرزن را به عنوان ساتراپ گرگان و پارت گماشت. هنگامی که اسکندر به نبرزن نزدیک شد، وی تسلیم شد و با کمک باگواس مورد عفو قرار گرفت. سپس نبرزنس به گرگان بازگشت، اما توسط فراتافرنس دستگیر و به نزد اسکندر فرستاده و ظاهراً در آنجا اعدام شد.
نبرزن در شاهنامه به نام ماهیار شناخته می‌شود. ماهیار که همراه با جانوسیار (بسوس) در موقعیت ناامیدکننده‌ای قرار دارد، دارا (داریوش سوم) را کشته و سپس با اسکندر (مقدونی) برای مذاکره ملاقات می‌کنند. اسکندر پس از دفن جنازه دارا، مهیار و جانوسیار را اعدام کرد.

## مطالعهٔ بیشتر
- Charles, Michael (2015). "The Chiliarchs of Achaemenid Persia: Towards a Revised Understanding of the Office". Phoenix. 69 (3/4): 279–303. doi:10.7834/phoenix.69.3-4.0279.